# 杜巴 (沙特阿拉伯)
杜巴是沙特阿拉伯的城市，位於該國西北部紅海沿岸亞喀巴灣入口處，由塔布克省負責管轄，距離吉達800公里，該市沒有公共交通工具，人口約22,000。

## 外部連結
- Official site

27°20′57.3″N 35°41′46.2″E / 27.349250°N 35.696167°E